# Bam Airport
Bam Airport är en flygplats i Iran. Den ligger i den sydöstra delen av landet, 1 000 km sydost om huvudstaden Teheran. Bam Airport ligger 984 meter över havet.
Terrängen runt Bam Airport är platt. Runt Bam Airport är det glesbefolkat, med 14 invånare per kvadratkilometer. Närmaste större samhälle är Bam, 9,3 km väster om Bam Airport. Trakten runt Bam Airport är ofruktbar med lite eller ingen växtlighet.